# Kevin Braswell
Kevin Braswell (Baltimore, Maryland, 23 de enero de 1979-Utsunomiya, Japón, 24 de febrero de 2025) fue un baloncestista y entrenador de baloncesto estadounidense que jugó en la posición de base.

## Carrera

### Jugador
| Periodo   | Club                          |
| --------- | ----------------------------- |
| 2002      | Tournai Estaimpuis            |
| 2003      | Spójnia Stargard Szczeciński  |
| 2003–2004 | Cimberio Aironi Novara        |
| 2004–2005 | Florida Flame                 |
| 2005      | Columbus Riverdragons         |
| 2005      | Pınar Karşıyaka               |
| 2005      | Kolossos Rodou                |
| 2006      | Metros de Santiago            |
| 2006–2007 | Standart Samara reg. Toliatti |
| 2007–2008 | Selçuk Üniversitesi           |
| 2008      | HKK Široki                    |
| 2008–2009 | Cholet Basket                 |
| 2009      | Barak Netanya                 |
| 2010–2011 | New Zealand Breakers          |
| 2010      | Limoges CSP                   |
| 2011–2015 | Southland Sharks              |
| 2012      | → Melbourne Tigers (cedido)   |
| 2016      | Wellington Saints             |

### Entrenador
| Periodo   | Club                 |
| --------- | -------------------- |
| 2016–2018 | Wellington Saints    |
| 2018–2019 | New Zealand Breakers |
| 2020      | Auckland Huskies     |
| 2024–2025 | Utsunomiya Brex      |

## Muerte
Braswell fue enviado de emergencia al hospital de Utsunomiya a causa de un ataque cardíaco el 17 de enero de 2025. Estuvo internado en el hospital hasta su muerte el 24 de febrero de 2025 a los 46 años.

## Logros

### Jugador
- NZNBL (2): 2013, 2015
- NBL (1): 2011
- LNB (1): 2006
- Mejor sexto hombre de la NBL en 2011
- Tercer equipo All-Big East en 2002
- Segundo equipo All-Big East en 2001
- Equipo de novatos All-Big East en 1999
- N.º 12 retirado de los Southland Sharks

### Entrenador
- NZNBL (2):2016, 2017
- Entrenador del Año de la NZNBL en 2017.